# HARIO
HARIO 주식회사는 도쿄도 주오구에 본사를 둔 내열 유리 제조회사로, 1921년에 창립하여 2012년 하리오 유리 유한공사에서 HARIO 주식회사로 사명을 변경하였다. 사명인 HARIO는 유리의 왕('玻璃はりおう)에서 가져왔다.

## 제품

### 식기 용품
하리오는 창업 이래, 유리 제품들을 출시하고 있으며, 이런 제품들로 인해 굿 디자인 상을 여러번 수상하는 등 높은 평가를 얻고 있다.

#### 커피 용품
하리오에서는 고노사로부터 이용허락을 받아 나선형 요철을 넣어 만든 드리퍼인 HARIO V60을 포함하여 여럿 커피 용품들을 제작, 판매하고 있다.

### 공업 제품
자동차용 비구면 렌즈 생산과 더불어 여러 제품들을 생산하고 있으며 1981년에는 카미오칸데에 들어간 20인치 광전증폭관의 유리를 만들었다.

### 유리악기
2003년 이후 세계최초로 바이올린, 첼로등의 악기를 만들고 있다.

## 참고 문서
1. ↑  “하리오코리아 역사”. 2019년 2월 15일에 원본 문서에서 보존된 문서. 2019년 2월 15일에 확인함.
2. ↑  “보관된 사본”. 2019년 2월 15일에 원본 문서에서 보존된 문서. 2019년 2월 14일에 확인함.